# Tolna megyei közgyűlési választások
Ezen a lapon a Tolna Megyei Közgyűlés választási eredményei találhatóak meg 1990 és 2014 között. A megyei közgyűlések a rendszerváltás után létrejött területi önkormányzatok döntéshozó testületei.

## 1990
Rendszerváltás a megyékben: tanácsok helyett önkormányzatok
Az önkormányzati rendszer átalakítására 1990 nyarán került sor. Az augusztusban elfogadott törvények értelmében a megyei önkormányzatok legfőbb döntéshozó szerve a megyei közgyűlés (a korábbi megyei tanács helyett), a megye elsőszámú vezetője pedig a közgyűlés elnöke lett (a korábbi tanácselnök helyébe lépve.)
Az ekkor kialakított választási rend azonban csak ezen az egy választáson volt érvényben, 1994 őszén egészen más alapelveken nyugvó eljárás váltotta föl.
1990-ben a megyei közgyűléseket közvetett módon választották meg. Az október folyamán megalakuló települési önkormányzatok mindegyike – függetlenül a település méretétől – három-három küldöttet választott meg. November folyamán – Tolna megyében – a küldöttek öt területi körzetben gyűltek össze, úgynevezett küldöttgyűléseken. Itt a küldöttek maguk közül választották meg a megyei közgyűlés képviselőit. A közgyűlés létszáma 50 fő volt. (Az egyes körzetekből a lakosság számával arányos számú képviselő kerülhetett a közgyűlésbe.)
| Szekszárdi körzet | Szekszárdi körzet |
| ----------------- | ----------------- |
|                   |                   |
| 13 képviselő      |                   |
| név               | település         |
| Beödök Bertalan   | Decs              |
| Csajbók Kálmán    | Medina            |
| Csécsy István     | Decs              |
| Dombai Gyula      | Szekszárd         |
| Horváth István    | Sióagárd          |
| Jobban Zoltán     | Szekszárd         |
| Kajsza Béla       | Decs              |
| Keszthelyi Márton | Tolna             |
| Koleszár Mihály   | Szedres           |
| Nagy Jánosné      | Harc              |
| Sümegi Albin      | Báta              |
| Sümegi Zoltán     | Bogyiszló         |
| Vöő József        | Báta              |

| Bonyhádi körzet    | Bonyhádi körzet |
| ------------------ | --------------- |
|                    |                 |
| 10 képviselő       |                 |
| név                | település       |
| Avar Ervin         | Tevel           |
| Csoma József       | Györe           |
| Erős András        | Felsőnána       |
| Garay János        | Mórágy          |
| Hegedűs Éva        | Bonyhád         |
| Illés Ferenc       | Kakasd          |
| Krachun Szilárd    | Bátaapáti       |
| Laufer János       | Kisdorog        |
| Szász János József | Závod           |
| Tóth György        | Lengyel         |

| Paksi körzet    | Paksi körzet |
| --------------- | ------------ |
|                 |              |
| 11 képviselő    |              |
| név             | település    |
| Balogh László   | Pálfa        |
| Buják Imre      | Tengelic     |
| Deme Bertalan   | Fadd         |
| Gárdi György    | Kölesd       |
| Haaz Ferenc     | Gerjen       |
| Heidecker Péter | Nagydorog    |
| Kiss János      | Paks         |
| Kiss József     | Bölcske      |
| Klenk Csaba     | Paks         |
| Kovács Béla     | Kajdacs      |
| Rohn Mátyás     | Györköny     |

| Dombóvári körzet | Dombóvári körzet |
| ---------------- | ---------------- |
|                  |                  |
| 7 képviselő      |                  |
| név              | település        |
| Berta Bálint     | Dombóvár         |
| Buda Józsefné    | Kapospula        |
| Fazekas István   | Dombóvár         |
| Magyarfalvi Géza | Szakcs           |
| Müller Márton    | Gyulaj           |
| Szabó Zoltán     | Kaposszekcső     |
| Tóth Lajos       | Nak              |

| Tamási körzet     | Tamási körzet |
| ----------------- | ------------- |
|                   |               |
| 9 képviselő       |               |
| név               | település     |
| Baksa János       | Miszla        |
| Dési Ivánné       | Simontornya   |
| Fehér Kálmán      | Regöly        |
| Fekete József     | Gyönk         |
| Füredi János      | Belecska      |
| Pál Imre          | Hőgyész       |
| Schmidth László   | Iregszemcse   |
| Schutzbach Ferenc | Tamási        |
| Várkonyi Henrik   | Szárazd       |

Forrás: 
- Tolnai Népújság, 1990. nov. 9. (1. old.), nov. 10. (1. old.), nov. 15. (1. old.), nov. 16. (1. old.), nov. 17. (1. old.) – a körzetek sorrendjében.
- Tolna Megye Önkormányzatának Közlönye, 1991/4 november. HU ISSN 1215-2498

A közgyűlés alakuló ülésére 1990. december 7-én került sor. A közgyűlés elnökét azonban ezen az ülésen nem sikerült megválasztani, erre csak a következő alkalommal, december 17-én került sor, igaz ekkor is csak a többedik nekifutásra. A megválasztott elnök Priger József lett, aki korábban a megyei tanács pénzügyi osztályvezetője volt.

## 1994
1994 őszén az országgyűlés alapvetően megváltoztatta a megyei közgyűlésekre vonatkozó választási eljárást. A választásokon pártok, társadalmi, ill. nemzetiség szervezetek állíthattak listákat. A megye területét két választókerületre osztották, az egyikbe a legfeljebb 10 ezer lakóval bíró kistelepülések, a másikba a 10 ezernél több lakosú középvárosok tartoztak. Mivel Szekszárdot ugyanebben az évben megyei jogú várossá nyilvánították, ettől kezdve a megyeszékhely polgárai nem vettek részt a megyei közgyűlési választásokon. A bejutási küszöb a választáson részt vevő polgárok 4%-ának felelt meg, ezt az egyes választókerületekben külön-külön vizsgálták.
A választást 1994. december 11-én bonyolították le, amelyen a 170 ezer szavazásra jogosult polgárból 82 ezer vett részt (48%), közülük több mint ötezren szavaztak érvénytelenül (6,5%).
A legtöbb szavazatot az MSZP (28%) kapta, második helyen az FKGP-MIÉP (16%) közös lista végzett. Közel ugyanannyi szavazatot kapott az SZDSZ és a KDNP (12-12%). Őket követte az MDF, a Fidesz és az Agrárszövetség listája. Egy képviselővel a Munkáspárt is bejutott a közgyűlésbe. Kimaradt viszont az egyetlen helyi társadalmi szervezet, a Tolnatáji Szövetség.
| Lista    | Lista           | Érvényes szavazatok | Érvényes szavazatok | Küszöb | Küszöb | Képviselők | Képviselők |
| Lista    | Lista           | száma               | aránya              | kt     | kv     | fő         | arány      |
| -------- | --------------- | ------------------- | ------------------- | ------ | ------ | ---------- | ---------- |
|          | MSZP            | 21 570              | 28,23%              | ✓      | ✓      | 13         | 31,71%     |
|          | FKGP–MIÉP       | 12 236              | 16,01%              | ✓      | ✓      | 7          | 17,07%     |
|          | SZDSZ           | 9 533               | 12,48%              | ✓      | ✓      | 5          | 12,20%     |
|          | KDNP            | 9 205               | 12,05%              | ✓      | ✓      | 5          | 12,20%     |
|          | MDF             | 7 882               | 10,32%              | ✓      | ✓      | 4          | 9,76%      |
|          | Fidesz          | 6 540               | 8,56%               | ✓      | ✓      | 3          | 7,32%      |
|          | Agrárszöv.      | 4 306               | 5,64%               | ✓      | ✓      | 3          | 7,32%      |
|          | Munkáspárt      | 3 655               | 4,78%               | ✓      | ✗      | 1          | 2,44%      |
|          | Tolnatáji Szöv. | 1 480               | 1,94%               | ✗      | ✗      | 0          |            |
| Összesen | Összesen        | 76 407              |                     |        |        | 41         |            |

Az 1994-ben megválasztott közgyűlés
| MSZP             |
| ---------------- |
|                  |
| kistelepülések   |
| Erős András      |
| Schilli Antall   |
| Právics József   |
| Temesi Ágnes     |
| Jankovics László |
| Bonfig Ágnes     |
| Takács László    |
| Király Gábor     |
| középvárosok     |
| Ábrahám János    |
| Bach József      |
| Zentai András    |
| Vöröss Endre     |
| Erdős Tiborné    |

| FKGP-MIÉP       |
| --------------- |
|                 |
| kistelepülések  |
| Barta Sándor    |
| Kornis Ágnes    |
| Princz István   |
| Baksa János     |
| Barkuti Jenő    |
| középvárosok    |
| Kiss István     |
| Szigethy István |

| SZDSZ          |
| -------------- |
|                |
| kistelepülések |
| Stocker Antal  |
| Arbanász Gyula |
| Polyák Sándor  |
| középvárosok   |
| Jobban Zoltán  |
| Rózsa Sándor   |

| KDNP           |
| -------------- |
|                |
| kistelepülések |
| Csoma József   |
| Fehér Kálmán   |
| Sümegi Albin   |
| középvárosok   |
| Vajer János    |
| Müller János   |

| MDF                |
| ------------------ |
|                    |
| kistelepülések     |
| Priger József      |
| Ónodi Szabolcs     |
| középvárosok       |
| Dávid Ibolya       |
| Monostori Marianna |

| Fidesz              |
| ------------------- |
|                     |
| kistelepülések      |
| Puskás Imre         |
| Barkóczi József     |
| középvárosok        |
| Majsai-Németh Zsolt |

| Agrárszövetség |
| -------------- |
|                |
| kistelepülések |
| Papp Nándor    |
| Garay János    |
| középvárosok   |
| Száraz István  |

| Munkáspárt           |
| -------------------- |
|                      |
| kistelepülések       |
| Bókáné Koller Margit |

A választásokat követő napokban négy politikai szervezet között jött létre koalíciós együttműködés: az MSZP, az SZDSZ, a Fidesz és az Agrárszövetség. A szövetség összesen 24 képviselővel bírt a 41 tagú közgyűlésben.
A közgyűlés december 22-én tartotta meg alakuló ülését. Ezen a korábbi elnökkel – Priger Józseffel  – szemben, 23 támogató szavazattal az MSZP jelöltjét Bach Józsefet, a megyei tűzoltóság parancsnokát választották meg a közgyűlés elnökének.

## 1998
Az 1998-as választások kérdése az volt, hogy a hatalmon lévő, többségében baloldali koalíció folytathatja-e a megye kormányzását, vagy az új kihívó, a négy évvel korábban még épp a baloldallal szövetkező Fidesz vezeti-e sikerre az igen sok szervezetből álló jobboldalt.
A választást 1998. október 18-án bonyolították le, amelyen a 171 ezer szavazásra jogosult polgárból 85 ezer vett részt (50%), közülük föltűnően sokan, több mint nyolc és fél ezren szavaztak érvénytelenül (10%).
A legtöbb szavazatot a Fidesz-MDF (34%) közös lista kapta, tizenhat elnyert hellyel megalapozva a jobboldali többséget a közgyűlésben. A második helyen az MSZP (28%) végzett úgy, hogy majdnem ugyanannyi szavazatot kapott mint '94-ben – mandátumainak száma ennek megfelelően nem is változott. A harmadik helyen az FKGP (11%) végzett, öt képviselőjük már készülődhetett a Fidesz-el és az MDF-el való koalíciós tárgyalásokra.
Új szereplőként bejutott a közgyűlésbe a Tolna Megyéért Választási Szövetség, megelőzve a négy évvel korábbi eredményéhez képest sokat rontó SZDSZ-t. Az Agrárszövetség is veszített a támogatottságából, egy keveset – most csak a középvárosi választókerületben sikerült mandátumhoz jutnia.
Érdekesen alakult a kereszténydemokrata szervezetek versenye. A KDNP ezen a választáson a MIÉP-pel állított közös listát, míg a MKDSZ a megyei szociális intézményekkel, a Tomszival indult párban. S bár a KDNP-MIÉP lista szám szerint több szavazatot kapott mint riválisa, ám azok eloszlása miatt fordulhatott az elő, hogy mindkét választókerületben egy-két tized százalékkal csupán, de elmaradtak a bejutási küszöbtől. Az MKDSZ-Tomszi lista viszont épp a rá szavazók aránytalan eloszlásának köszönhette a sikerét, hiszen míg az egyik kerültben jelentősen elmaradt a szükséges 4%-os határól, addig a másikban alig három tucatnyi vokssal, de átlépte azt. Így egy képviselővel ők is jelen lehettek a "megye asztalánál".
Nem érte el a küszöböt, s így kiesett a közgyűlésből a Munkáspárt. Újoncként futott neki a választásnak a megyei polgárőrök szövetsége, a Tompőr – s igaz hogy csak az egyik választókerületben próbálkoztak – , de eredményük igen-igen távol maradt a bejutást jelentő 4%-os küszöbtől.
| Lista    | Lista          | Sorrend | Érvényes szavazatok | Érvényes szavazatok | Küszöb | Küszöb | Képviselő | Képviselő | Képviselő |
| Lista    | Lista          | Sorrend | száma               | aránya              | kt     | kv     | fő        | arány     | +/–       |
| -------- | -------------- | ------- | ------------------- | ------------------- | ------ | ------ | --------- | --------- | --------- |
|          | Fidesz–MDF     | 1.      | 25 557              | 33,53%              | ✓      | ✓      | 16        | 39,02%    | 9         |
|          | MSZP           | 2.      | 21 183              | 27,79%              | ✓      | ✓      | 13        | 31,71%    | 0         |
|          | FKGP           | 3.      | 8 474               | 11,12%              | ✓      | ✓      | 5         | 12,20%    | -2        |
|          | TMVSZ          | 4.      | 4 800               | 6,30%               | ✓      | ✓      | 3         | 7,32%     | Új        |
|          | SZDSZ          | 5.      | 3 778               | 4,96%               | ✓      | ✓      | 2         | 4,88%     | -3        |
|          | Agrárszöv.-NAP | 6-7.    | 3 502               | 4,59%               | ✗      | ✓      | 1         | 2,44%     | -2        |
|          | MKDSZ–Tomszi   | 6-7.    | 2 742               | 3,60%               | ✓      | ✗      | 1         | 2,44%     | Új        |
|          | KDNP–MIÉP      | 8.      | 2 970               | 3,90%               | ✗      | ✗      | 0         | 0,00%     | -5        |
|          | Munkáspárt     | 9.      | 2 508               | 3,29%               | ✗      | ✗      | 0         | 0,00%     | -1        |
|          | Tompőr         | 10.     | 713                 | 0,94%               | ✗      |        | 0         | 0,00%     | Új        |
| Összesen | Összesen       |         | 76 227              |                     |        |        | 41        |           |           |

Az 1998-ban megválasztott közgyűlés
| Fidesz-MDF      | Fidesz-MDF      | Fidesz-MDF        |
| --------------- | --------------- | ----------------- |
|                 |                 |                   |
| kistelepülések  | kistelepülések  | középvárosok      |
| Barkóczi József | Barnabás István | Koltai Tamás      |
| Kapitány Zsolt  | Rónaky József   | Kerényi Zsolt     |
| Borbás Tamás    | Fehérvári Tamás | Égi Csaba         |
| Kollár László   | Horváth István  | Kerecsényi Márton |
| Erményi Tibor   | Fajszi Lajos    | Timár László      |
|                 |                 | Styaszny László   |

| MSZP           | MSZP           |
| -------------- | -------------- |
|                |                |
| kistelepülések | középvárosok   |
| Sződi Imre     | Bach József    |
| Benkő András   | Pogátsa Alajos |
| Temesi Ágnes   | Szabó Imre     |
| Erős András    | Néber Tibor    |
| Tóth Gyula     | Vöröss Endre   |
| Cserháti Péter |                |
| Takács László  |                |
| Právics József |                |

| FKGP                | FKGP          |
| ------------------- | ------------- |
|                     |               |
| kistelepülések      | középvárosok  |
| Tollár Tibor        | Varga Szilárd |
| Baksa János         |               |
| Simon László József |               |
| Kusz Józsefné       |               |

| TMVSZ          | TMVSZ        |
| -------------- | ------------ |
|                |              |
| kistelepülések | középvárosok |
| Bognár Jenő    | Hegedüs Éva  |
| Amrein István  |              |

| SZDSZ          | SZDSZ         |
| -------------- | ------------- |
|                |               |
| kistelepülések | középvárosok  |
| Kerekes Ferenc | Jobban Zoltán |

| Agrárszöv.      |
| --------------- |
|                 |
| középvárosok    |
| Solymosi József |

| MKDSZ-Tomszi   |
| -------------- |
|                |
| kistelepülések |
| Say István     |

## 2002
A választást 2002. október 20-án bonyolították le, amelyen a 171 ezer szavazásra jogosult polgárból 91 ezer vett részt (53%), közülük igen sokan, több mint hétezren szavaztak érvénytelenül  (8,1%).
A választásokat az MSZP (41%) nyerte meg, a Fidesz-MDF-MKDSZ-KPE (35%) lista második lett. Rajtuk kívül csak a Tolna Megyei Emberek Szövetsége és a megyei szociális intézmények, a Tomszi közös listája, illetve az SZDSZ tudott egy-egy képviselőt a közgyűlésbe küldeni.
A kimaradók listája meglepően bő volt, tucatnyi listának nem sikerült átlépnie a 4%-os határt.
| Lista    | Lista                  | Érvényes szavazatok | Érvényes szavazatok | Küszöb | Küszöb | Képviselők | Képviselők | Képviselők |
| Lista    | Lista                  | száma               | aránya              | kt     | kv     | fő         | arány      | +/–        |
| -------- | ---------------------- | ------------------- | ------------------- | ------ | ------ | ---------- | ---------- | ---------- |
|          | MSZP                   | 34 681              | 41,48%              | ✓      | ✓      | 22         | 53,66%     | 9          |
|          | Fidesz–MDF–MKDSZ–KPE   | 29 116              | 34,82%              | ✓      | ✓      | 17         | 41,46%     | 0          |
|          | TMESZ–Tomszi           | 3 387               | 4,05%               | ✓      | ✗      | 1          | 2,44%      | Új/0       |
|          | SZDSZ                  | 2 948               | 3,53%               | ✗      | ✓      | 1          | 2,44%      | -1         |
|          | TMVSZ                  | 2 535               | 3,03%               | ✗      | ✗      | 0          |            | -3         |
|          | TM. Német Önkszöv.     | 2 155               | 2,58%               | ✗      | ✗      | 0          |            | Új         |
|          | MIÉP                   | 1 599               | 1,91%               | ✗      | ✗      | 0          |            | 0          |
|          | Pincehelyért E.        | 1 374               | 1,64%               | ✗      |        | 0          |            | Új         |
|          | MVPP                   | 1 052               | 1,26%               | ✗      |        | 0          |            | Új         |
|          | Lungo Drom             | 996                 | 1,19%               | ✗      | ✗      | 0          |            | Új         |
|          | FKGP                   | 967                 | 1,16%               | ✗      | ✗      | 0          |            | -5         |
|          | Paksi LPE–Dombóvári PK | 944                 | 1,13%               |        | ✗      | 0          |            | Új         |
|          | Völgységi Ipart.       | 728                 | 0,87%               | ✗      |        | 0          |            | Új         |
|          | MCF                    | 648                 | 0,77%               | ✗      | ✗      | 0          |            | Új         |
|          | Kajdacsi SE            | 484                 | 0,58%               | ✗      |        | 0          |            | Új         |
| Összesen | Összesen               | 83 614              |                     |        |        | 41         |            |            |

A 2002-ben megválasztott közgyűlés
| MSZP                   | MSZP           | MSZP               |
| ---------------------- | -------------- | ------------------ |
|                        |                |                    |
| kistelepülések         | kistelepülések | középvárosok       |
| Frankné Kovács Szilvia | Právics József | Radochay Imre      |
| Kocsner Antal          | Erős András    | Antal Ágnes        |
| Bach József            | Deli Sándor    | Pogátsa Alajos     |
| Jaksa Péter Titusz     | Varga Attila   | Néber Tibor        |
| Bitner Gábor           | Hajdics József | Vöröss Endréné     |
| Sződi Imre             | Németh István  | Szabó Loránd       |
| Balázs Attila          | Molnár József  | Takács László      |
|                        |                | Wiszthaller Zoltán |

| Fidesz-MDF-MKDSZ-KPE | Fidesz-MDF-MKDSZ-KPE | Fidesz-MDF-MKDSZ-KPE |
| -------------------- | -------------------- | -------------------- |
|                      |                      |                      |
| kistelepülések       | kistelepülések       | középvárosok         |
| Timár László         | Kapitány Zsolt       | Koltai Tamás         |
| Puskás Imre          | Kerényi Zsolt        | Fehérvári Tamás      |
| Barkóczi József      | Horváth István       | Szentkirályi Attila  |
| Say István           | Kaluzsnyi László     | Potápi Árpád         |
| Kollár László        | Fajszi Lajos         | Barnabás István      |
| Pécsi Gábor          |                      | Styasznyi László     |

| TMESZ-Tomszi   |
| -------------- |
|                |
| kistelepülések |
| Biczó Ernő     |

| SZDSZ             |
| ----------------- |
|                   |
| középvárosok      |
| Kocsis Imre Antal |

## 2006
| Lista    | Lista                 | Érvényes szavazat | Érvényes szavazat | Küszöb | Küszöb | Képviselők | Képviselők | Képviselők |
| Lista    | Lista                 | db                | arány             | kt     | kv     | fő         | arány      | +/–        |
| -------- | --------------------- | ----------------- | ----------------- | ------ | ------ | ---------- | ---------- | ---------- |
|          | Fidesz–KDNP           | 48 490            | 54,52%            | ✓      | ✓      | 25         | 60,98%     | +8         |
|          | MSZP                  | 27 651            | 31,09%            | ✓      | ✓      | 14         | 34,15%     | -8         |
|          | MDF                   | 4 376             | 4,92%             | ✓      | ✗      | 2          | 4,88%      | +2         |
|          | TESZ                  | 2 918             | 3,28%             | ✗      |        | 0          |            | -1         |
|          | TESZ-Völgységi Ipart. | 2 918             | 3,28%             |        | ✗      |            |            | -1         |
|          | SZDSZ                 | 2 573             | 2,89%             | ✗      | ✗      | 0          |            | -1         |
|          | TMVSZ                 | 1 986             | 2,23%             | ✗      | ✗      | 0          |            | 0          |
|          | MCF                   | 603               | 0,68%             | ✗      |        | 0          |            | 0          |
|          | TM-i Füroce           | 345               | 0,39%             | ✗      |        | 0          |            | Új         |
| Összesen | Összesen              | 88 942            |                   |        |        | 41         |            |            |

A választást 2006. október 1-jén bonyolították le.
A szavazók tíz szervezet jelöltjei közül választhattak. A 170 ezer szavazásra jogosult polgárból 92 ezer vett részt a választáson (54%), közülük három és fél ezren szavaztak érvénytelenül (3,7%).
A választásokat a Fidesz-KDNP nyerte meg – huszonöt képviselőjük kényelmes többséget jelentett a közgyűlésben. Az MSZP a megyeházi helyek harmadát szerezte meg (14 fő). Bejutott még a közgyűlésbe az MDF (2 fő), míg az SZDSZ-nek és öt további szervezetnek ez nem sikerült.
A közgyűlés új elnöke Puskás Imre, a Fidesz-KDNP képviselője lett.
A 2006-ban megválasztott közgyűlés
| Fidesz-KDNP      | Fidesz-KDNP    | Fidesz-KDNP      | Fidesz-KDNP           |
| ---------------- | -------------- | ---------------- | --------------------- |
|                  |                |                  |                       |
| kistelepülések   | kistelepülések | középvárosok     | középvárosok          |
| Hirt Ferenc      | Koltai Tamás   | Potápi Árpád     | Kerecsényi Márton     |
| Puskás Imre      | Takács Zoltán  | Pálos Miklós     | Hadházy Árpád         |
| Kapitány Zsolt   | Réger Balázs   | Várkonyi Zoltán  | Filóné Ferencz Ibolya |
| Schranz Istvánné | Csike György   | Bordács József   | Sümegi Zoltán         |
| Kristóf Károly   | Kalányos János | Széchenyi Attila |                       |
| Deák Sándor      | Kovács István  |                  |                       |
| Tar Csaba        | Kishonti János |                  |                       |
| Széles András    | Kalocsa Jenő   |                  |                       |

| MSZP                   | MSZP           |
| ---------------------- | -------------- |
|                        |                |
| kistelepülések         | középvárosok   |
| Frankné Kovács Szilvia | Tóth Gyula     |
| Právics József         | Pogátsa Alajos |
| Molnár József          | Vöröss Endréné |
| Szabó Loránd           | Néber Tibor    |
| Szebényi Géza          | Knopf Attila   |
| Bakó Béla              | Radochay Imre  |
| Harangozó Tamás        |                |
| Horváth Zsolt          |                |

| MDF            |
| -------------- |
|                |
| kistelepülések |
| Dávid Ibolya   |
| Horváth István |

## 2010
A választást 2010. október 3-án bonyolították le, amelyen a 168 ezer szavazásra jogosult polgárból 82 ezer vett részt (49%), közülük több mint három és fél ezren érvénytelenül szavaztak (4,4%).
A legtöbb szavazatot toronymagasan a Fidesz-KDNP (64%) listája kapta. Második helyen az MSZP (22%), harmadik helyen a Jobbik (14%) végzett.
| Lista    | Lista       | Érvényes szavazatok | Érvényes szavazatok | Küszöb | Képviselők | Képviselők | Képviselők |
| Lista    | Lista       | száma               | aránya              | Küszöb | fő         | arány      | +/– (%p)   |
| -------- | ----------- | ------------------- | ------------------- | ------ | ---------- | ---------- | ---------- |
|          | Fidesz-KDNP | 50 174              | 63,86%              | ✓      | 10         | 66,67%     | 5,69       |
|          | MSZP        | 17 462              | 22,22%              | ✓      | 3          | 20,00%     | -14,15     |
|          | Jobbik      | 10 936              | 13,92%              | ✓      | 2          | 13,33%     | Új         |
| Összesen | Összesen    | 78 572              |                     |        | 15         |            |            |

A 2010-ben megválasztott közgyűlés
| Fidesz-KDNP    | Fidesz-KDNP       |
| -------------- | ----------------- |
|                |                   |
| Puskás Imre    | Pálos Miklós      |
| Márkus György  | Széles András     |
| Kapitány Zsolt | Égi Csaba         |
| Takács Zoltán  | Porga Ferenc      |
| Sümegi Zoltán  | Kerecsényi Márton |

| MSZP                   |
| ---------------------- |
|                        |
| Frankné Kovács Szilvia |
| Tóth Gyula             |
| Krauss Péter           |

| Jobbik          |
| --------------- |
|                 |
| László Ferenc   |
| Tóth Endre Géza |

Az új közgyűlés az alakuló ülésén, 2010. október 14-én újraválasztotta a hivatalban lévő elnököt, Puskás Imrét, a Fidesz-KDNP listavezetőjét. A közgyűlésben két képviselőcsoport jött létre: Fidesz-KDNP (10 tag), MSZP (3 tag). Frakció nélkül, függetlenként végezhette a munkáját a Jobbik két képviselője.

## 2014
A választást 2014. október 12-én bonyolították le, amelyen a 165 ezer szavazásra jogosult polgárból 81 ezer vett részt (49%). Közülük több mint háromezren érvénytelenül szavaztak (3,9%).
A szavazatok több mint felét a Fidesz-KDNP (51%) listája kapta meg. Második helyen a Jobbik (18%) végzett, a harmadik az MSZP (12%) lett . Először jutott képviselői helyhez a DK és a Néppárt.
(Az LMP és az Együtt nem érte el a közgyűlési képviselethez szükséges 5%-os határt.)
| Lista    | Lista       | Sorrend | Érvényes szavazatok | Érvényes szavazatok | Küszöb | Képviselők | Képviselők | Képviselők |
| Lista    | Lista       | Sorrend | száma               | aránya              | Küszöb | fő         | arány      | +/–        |
| -------- | ----------- | ------- | ------------------- | ------------------- | ------ | ---------- | ---------- | ---------- |
|          | Fidesz-KDNP | 1.      | 39 244              | 50,61%              | ✓      | 8          | 53,33%     | -2         |
|          | Jobbik      | 2.      | 13 819              | 17,82%              | ✓      | 3          | 20,00%     | 1          |
|          | MSZP        | 3.      | 8 956               | 11,55%              | ✓      | 2          | 13,33%     | -1         |
|          | DK          | 4-5.    | 5 678               | 7,32%               | ✓      | 1          | 6,67%      | Új         |
|          | Néppárt     | 4-5.    | 5 062               | 6,53%               | ✓      | 1          | 6,67%      | Új         |
|          | LMP         | 6.      | 3 193               | 4,12%               | ✗      | 0          | 0,00%      | Új         |
|          | Együtt      | 7.      | 1 589               | 2,05%               | ✗      | 0          | 0,00%      | Új         |
| Összesen | Összesen    |         | 77 541              |                     |        | 15         |            |            |

A 2014-ben megválasztott közgyűlés
| Fidesz-KDNP           |
| --------------------- |
|                       |
| Fehérvári Tamás       |
| Ribányi József        |
| Puskás Imre Gábor     |
| Széles András         |
| Kovács János          |
| Égi Csaba             |
| Kapitány Zsolt József |
| Kerecsényi Márton     |

| Jobbik          |
| --------------- |
|                 |
| Bencze János    |
| Horváth Zoltán  |
| Ürmös M. Attila |

| MSZP          |
| ------------- |
|               |
| Gulyás Tibor  |
| Tóthi Jánosné |

| DK           |
| ------------ |
|              |
| Szabó Loránd |

| Néppárt    |
| ---------- |
|            |
| Süli János |

Az új közgyűlés alakuló ülésén, 2014. október 21-én Fehérvári Tamást, a Fidesz-KDNP listavezetőjét választotta meg elnökének. Képviselőcsoportot csak a Fidesz-KDNP (8 tag) és a Jobbik (3 tag) tudott alakítani. Frakció nélkül, függetlenként végezhetik munkájukat az MSZP, a DK és az Néppárt listájáról bejutott képviselők.